# Cameraria hamadryadella
Cameraria hamadryadella är en fjärilsart som först beskrevs av James Brackenridge Clemens 1859.  Cameraria hamadryadella ingår i släktet Cameraria och familjen styltmalar. Inga underarter finns listade i Catalogue of Life.

## Bildgalleri

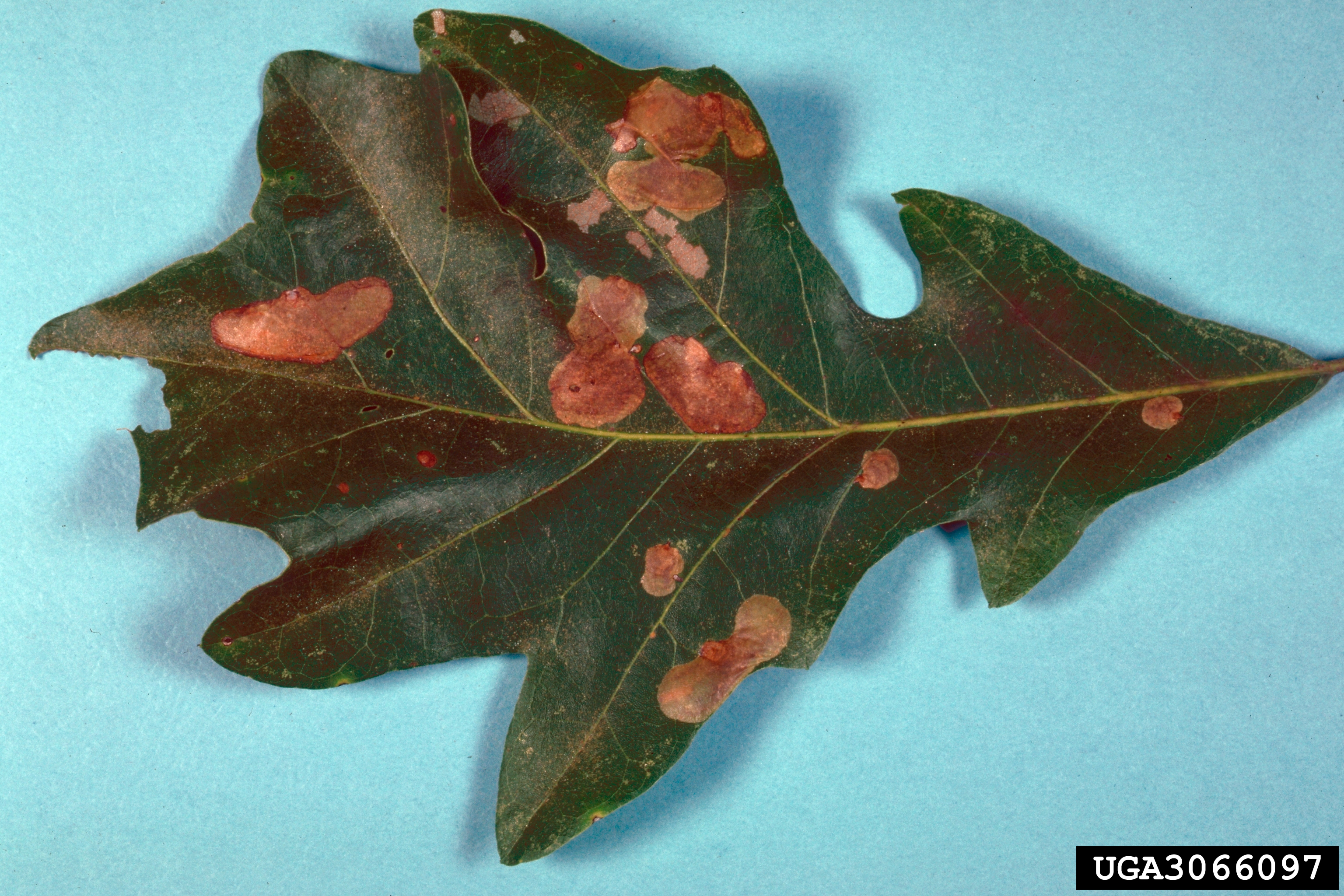